# Sverre Fredriksen
Sverre Fredriksen (18 febbraio 1906 – 8 gennaio 1961) è stato un calciatore norvegese, di ruolo attaccante.

## Carriera

### Giocatore

#### Club
Fredriksen giocò con la maglia dello Ørn.

#### Nazionale
Conta una presenza per la Norvegia. Il 29 settembre 1929, infatti, fu schierato in campo nella sfida vinta per 2-1 contro la Svezia.

### Allenatore
Dal 1945 al 1946, fu allenatore del Vidar.

## Palmarès

### Club

#### Competizioni nazionali
- Coppa di Norvegia: 3

Ørn: 1927, 1928, 1930